# 애널리 애슈퍼드
애널리 어맨다 스원슨(Annaleigh Amanda Swanson, 1985년 6월 25일 ~ )은 예명 애널리 애슈퍼드(Annaleigh Ashford)로 활동하는 미국의 배우, 가수, 댄서이다.

## 출연 작품
- 레이니 데이 인 뉴욕 - 릴리 역
- 세컨드 액트